# Tao Kan
Tao Kan ((kin.) 陶侃 Táo Kǎn) (259. – 334.), kurtoazno ime Shixing (士行), formalno Vojvoda Huan od Changshaa (長沙桓公), bio je kineski vojskovođa u službi dinastije Jin. Istakao se uspješnim gušenjima pobuna, iako je često izazivao zavist i suparništvo od svojih kolega. Bio je pradjed znamenitog pjesnika Tao Yuanminga.